# Sinistra Italiana
Sinistra Italiana (SI) è un partito politico italiano di orientamento socialista democratico ed ecosocialista fondato il 19 febbraio 2017 e guidato da Nicola Fratoianni.
Erede di Sinistra Ecologia Libertà, formazione politica esistita dal 2009 al 2016, dal luglio 2022 Sinistra Italiana è alleata con Europa Verde nella lista elettorale e alleanza politica Alleanza Verdi e Sinistra.

## Storia

### Nascita come movimento e gruppo parlamentare
Il movimento Sinistra Italiana è nato il 7 novembre 2015 presso il Teatro Quirino a Roma in un'assemblea a cui hanno partecipato circa tremila persone. Si è quindi costituito in gruppo parlamentare alla Camera dei deputati il 9 novembre con la denominazione "Sinistra Italiana–Sinistra Ecologia Libertà", con Arturo Scotto come capogruppo, raggruppando 32 deputati: di cui 25 appartenenti a Sinistra Ecologia Libertà, 6 fuoriusciti dal Partito Democratico (Stefano Fassina, Alfredo D'Attorre, Carlo Galli, Giovanna Martelli, Monica Gregori e Vincenzo Folino) e Claudio Fava (già eletto con SEL e poi passato al gruppo misto). Al Senato, con la stessa denominazione, si forma il 4 marzo 2016 quale componente interna del gruppo misto composta da otto senatori: 5 appartenenti a SEL, 2 appartenenti a L'Altra Europa con Tsipras (Fabrizio Bocchino e Francesco Campanella, eletti con il Movimento 5 Stelle) e uno proveniente dal Partito Democratico (Corradino Mineo).

### Cosmopolitica, referenda e amministrative 2016
Dopo il lancio di Cosmopolitica, una tre giorni a febbraio 2016 al Palazzo dei Congressi a Roma, tentativo di lancio di una costituente della sinistra, alle elezioni amministrative nella primavera Sinistra Italiana si è presentata in cartelli elettorali assai differenti di città in città e a Roma ha sostenuto Stefano Fassina nella lista Sinistra per Roma assieme alla lista civica Civica per Fassina Sindaco, ottenendo circa il 4% come lista e il 4,5% come candidato a sindaco, non riuscendo quindi a eleggere alcun consigliere comunale pur permettendo a Fassina di sedere in consiglio comunale.
A Napoli Sinistra Italiana – ovvero SEL unitamente al PRC, al PCI, a L'Altra Europa con Tsipras, a Possibile e ad altri gruppi di sinistra, ha dato vita alla lista elettorale unitaria Napoli in Comune a Sinistra in sostegno del sindaco uscente Luigi de Magistris che ha ottenuto il 42,82% dei consensi al primo turno e ha sconfitto al ballottaggio il candidato di Forza Italia (Gianni Lettieri) con il 66,85% dei voti.
A Bologna la coalizione a sostegno di Federico Martelloni, di cui è parte Sinistra Italiana, ha ottenuto il 7,12% ed eletto due consiglieri comunali al di fuori della coalizione di centro-sinistra del riconfermato sindaco Virginio Merola. A Torino la candidatura a sindaco di Giorgio Airaudo si è fermata al primo turno con il 3,70%.
A Cagliari e a Milano la coalizione di centro-sinistra non si è divisa, vincendo in entrambi i casi le elezioni: a Cagliari la lista di Sinistra Ecologia Libertà ha raggiunto il 7,84% ed eletto quattro consiglieri comunali, mentre a Milano la lista Sinistra per Milano sostenuta da Sinistra Ecologia Libertà ha eletto due consiglieri comunali sfiorando il 4%.
Tra gli altri comuni è rilevante il risultato ottenuto a Sesto Fiorentino, dove Lorenzo Falchi di Sinistra Italiana ha sconfitto al ballottaggio il candidato del Partito Democratico (Lorenzo Zambini) superando il 65% dei consensi e la lista Sinistra Italiana – Sesto Fiorentino è stata la seconda lista maggiormente votata ottenendo il 17,54%.
Sinistra Italiana si è schierata in aperto contrasto con il governo Renzi a favore del sì al referendum sulle trivellazioni in mare del 2016 che avrebbe abrogato la parte della legge di stabilità che permette il rinnovamento fino all'esaurimento dei giacimenti di idrocarburi delle concessioni di estrazione entro le dodici miglia dalla costa italiana; esso tuttavia non ha raggiunto il quorum, arrivando al 31,19% dei votanti.
Sinistra Italiana ha in seguito sostenuto il no al referendum costituzionale del 2016, temendo che il combinato disposto tra riforma del Senato e nuova legge elettorale (Italicum) con il forte premio di maggioranza potesse portare a una eccessiva riduzione delle prerogative parlamentari e a confondere potere legislativo e potere esecutivo senza i giusti contrappesi.

### Congresso fondativo nel 2017

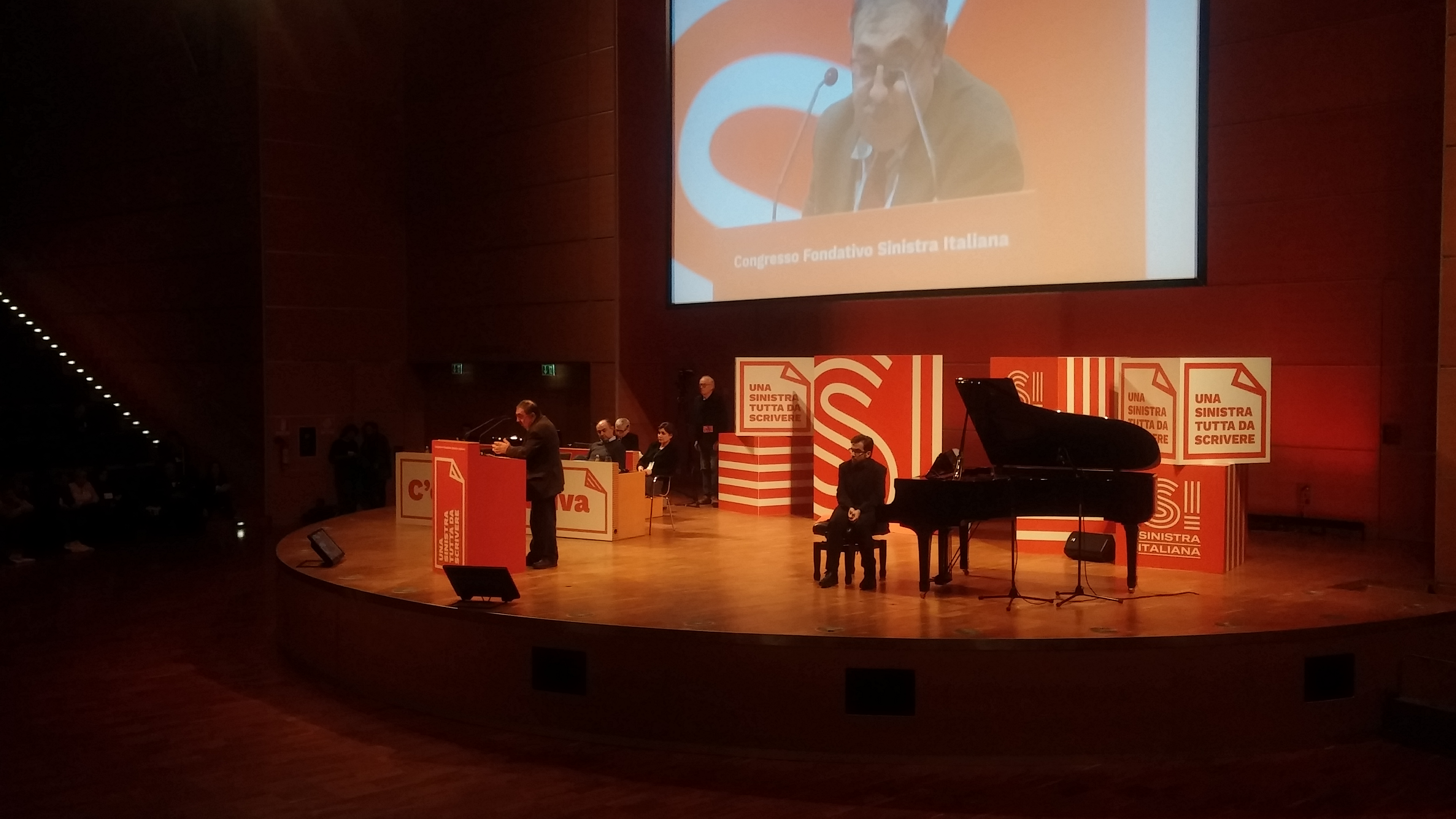
Fabio Mussi apre con la sua relazione introduttiva il Congresso Fondativo di Sinistra Italiana (Rimini, 17 febbraio 2017)

Sinistra Italiana si è costituita in partito politico nel corso del congresso fondativo svoltosi a Rimini dal 17 al 19 febbraio 2017, che si è concluso con l'elezione di Nicola Fratoianni a segretario e a cui hanno partecipato come ospiti anche Giuseppe Civati, Luigi de Magistris, Maurizio Acerbo, rappresentanti di SYRIZA, Podemos e altri partiti della Sinistra Europea. Durante la riunione si è inoltre registrato l'abbandono di una componente guidata da Arturo Scotto (capogruppo di Sinistra Italiana alla Camera), alquanto critico con l'impostazione politica della nuova formazione che escludeva a priori eventuali alleanze future con un Partito Democratico a guida Renzi, nel tentativo di dare vita a un nuovo centro-sinistra che aderisce a Articolo 1 – Movimento Democratico e Progressista. Dell'ex segreteria nazionale di SEL anche Maria Pia Pizzolante, Marco Furfaro, Massimiliano Smeriglio (vicepresidente della regione Lazio) e Simone Oggionni sono sostenitori di queste posizioni insieme a diciassette parlamentari, tra i quali Alfredo D'Attorre, già coordinatore del gruppo operativo nazionale di Sinistra Italiana.
Il 9 marzo 2017 Sinistra Italiana e Possibile hanno annunciato l'unione dei rispettivi gruppi alla Camera dei deputati.
Il 30 maggio 2017 il senatore Francesco Campanella lascia Sinistra Italiana per aderire ad Articolo 1-MDP.
Il 24 giugno 2017 Sinistra Italiana ha aderito al Partito della Sinistra Europea in qualità di membro osservatore.

### Regionali siciliane, prove generali di Liberi e Uguali
Alle elezioni regionali siciliane del 5 novembre 2017 il partito sostiene la candidatura a Presidente di Claudio Fava (deputato di Articolo Uno - MDP, peraltro già esponente di Sinistra Italiana) nell'ambito di una coalizione di sinistra - anticipatrice dell'esperienza di Liberi e Uguali, tenuta a battesimo nazionale un mese dopo - assieme ad Articolo 1-MDP, Rifondazione Comunista, Possibile e Verdi. Sinistra Italiana, insieme agli altri partiti schierati a sostegno di Fava, si federa nella lista unitaria Cento Passi per la Sicilia, per ovviare allo sbarramento del 5% previsto dalla legge elettorale siciliana.

### Elezioni politiche e regionali del 2018/2019, abbandono progetto LeU
Sinistra Italiana nel mese di novembre 2017, insieme a Possibile e Articolo Uno - MDP, propone una lista comune alle prossime elezioni politiche. L'avvio del percorso unitario è sancito nell'assemblea nazionale del 3 dicembre a Roma, con la nascita della lista elettorale, Liberi e Uguali, a cui aderisce Pietro Grasso.
Nonostante lo scarso risultato della lista, che supera di poco la soglia di sbarramento, SI elegge all'interno di essa tre deputati e una senatrice. Si decide quindi di non liquidare il progetto, auspicando tempi brevi per l'inizio della fase costituente di LeU come partito strutturato, annunciata da Pietro Grasso e sostenuta da MDP. Possibile invece abbandona la lista in seguito al suo secondo congresso.
Lo stesso giorno delle politiche si svolgono anche le regionali nel Lazio dove LeU, per volontà di MDP, trovando una forte opposizione da parte di SI e Possibile, appoggia il candidato del centro-sinistra Nicola Zingaretti eleggendo un consigliere con il 3,48% e risultando decisivo per la riconferma del presidente.
Alle regionali in Lombardia, invece, il candidato presidente sostenuto da LeU è stato Onorio Rosati che, con il 2%, non supera lo sbarramento.
Alle regionali in Molise LeU raccoglie il 3,29% mentre alle regionali in Friuli - Venezia Giulia SI non sostiene il candidato del centro-sinistra non presentandosi.
Nell'autunno dello stesso anno, prendendo atto della perdurante fase di stallo del percorso che avrebbe dovuto portare alla costituzione del partito, nonostante l'invito da parte di MDP di superare le divergenze in sede di congresso, l'assemblea nazionale di SI decide per l'abbandono di LeU. Auspica inoltre la creazione di una nuova lista unitaria della sinistra in vista delle elezioni europee dell'anno successivo criticando l'eccessivo interesse di MDP verso la fase congressuale del PD.
Nel gennaio 2019 SI si avvicina al progetto degli "autoconvocati" di Liberi e Uguali che puntano alla fondazione di un partito di sinistra che riprenda le orme della lista elettorale, ormai abbandonata dalla maggior parte degli aderenti.
Alle regionali in Abruzzo del 10 febbraio sostiene insieme ad altre forze del centro-sinistra Giovanni Legnini.
Accade lo stesso alle regionali in Sardegna del 24 febbraio, in appoggio al candidato del centro-sinistra Massimo Zedda, già sindaco di Cagliari.

### Elezioni europee del 2019
In seguito a mesi di complicate trattative tra le varie anime della sinistra, l'8 aprile 2019, in vista delle elezioni europee del 26 maggio, viene presentato al teatro Quirino di Roma il simbolo de La Sinistra, lista elettorale nella quale, oltre ad esserne il principale animatore, convergono anche Rifondazione Comunista di Maurizio Acerbo (portando in dote la sua affiliazione alla Sinistra Europea, necessario per presentarsi alle elezioni evitando la raccolta delle firme), èViva, Partito del Sud e L'Altra Europa con Tsipras, ma non le altre due componenti con cui SI si era presentata alle politiche dell'anno precedente nel progetto di LeU, ovvero Articolo Uno, i cui candidati vengono inseriti nella lista del PD di Nicola Zingaretti, e Possibile, che si presenta con Europa Verde.
Dopo l'esito deludente alle elezioni europee della lista La Sinistra (1,7% dei voti), Fratoianni si dimette da Segretario nazionale al termine della direzione nazionale di Sinistra Italiana a Roma il 1º giugno, che saranno accettate, dove viene indicato come reggente il presidente di SI, Claudio Grassi, fino a nuovo congresso da tenere dopo l'estate.

### Appoggio al governo Conte II e sviluppi successivi
In seguito alla caduta del governo Conte I, Sinistra Italiana annuncia il proprio appoggio al governo Conte II, assieme a Movimento 5 Stelle, PD e Articolo Uno - MDP; il partito entra inoltre a far parte del nuovo governo con un proprio esponente, l'ex senatore Peppe De Cristofaro, sottosegretario all'Istruzione.
Alle elezioni regionali in Emilia-Romagna del 26 gennaio 2020 Sinistra Italiana sostiene, insieme ad Articolo 1, la lista "Emilia-Romagna Coraggiosa" che raggiunge il 3,7%, eleggendo due consiglieri regionali (uno dei quali espresso da SI).
In occasione delle elezioni suppletive del 2020 SI sostiene il centro-sinistra: a Roma, per la Camera, il ministro dell'economia Roberto Gualtieri e a Napoli, per il Senato, il giornalista Sandro Ruotolo. Entrambi i candidati vengono eletti.
Nel frattempo era convocato per il 20-22 marzo 2020 il congresso del partito, poi sospeso a causa della pandemia di COVID-19 del 2020 in Italia. Il congresso nazionale viene poi convocato per il 30-31 gennaio del 2021.
Alle elezioni regionali in Toscana del 20 e 21 settembre 2020 Sinistra Italiana sostiene il candidato presidente Tommaso Fattori nella lista Toscana a Sinistra, insieme a Rifondazione Comunista e Potere al Popolo!, fuori dalla coalizione di centrosinistra. La lista ottiene il 2,86% non superando la soglia di sbarramento della legge elettorale toscana. Mentre alle regionali in Liguria del 20 e 21 settembre 2020 sostiene invece il candidato presidente Ferruccio Sansa, giornalista de il Fatto Quotidiano, con la lista Linea Condivisa (che comprende Sinistra Italiana, Possibile ed èViva), all'interno di una coalizione composta da Partito Democratico - Articolo Uno (lista comune), Movimento 5 Stelle, Europa Verde - Democrazia Solidale - Centro Democratico (lista comune) e la civica Lista Ferruccio Sansa Presidente. La lista Linea Condivisa ottiene il 2,47%, eleggendo un consigliere regionale, espressione di SI. Alle elezioni regionali in Puglia del 2020 Sinistra Italiana forma una lista con altri partiti a sostegno di Michele Emiliano denominata Puglia Solidale e Verde. La lista ottiene il 3,8% dei voti e non riesce a entrare in Consiglio regionale dal momento che la soglia di sbarramento per la Puglia è al 4%.

### 2021: II Congresso e opposizione al governo Draghi
Il secondo congresso di Sinistra Italiana si svolge totalmente online, per la prima volta per un partito politico italiano, a causa della pandemia di COVID-19 nei giorni 30 e 31 gennaio 2021. Il 2 febbraio Nicola Fratoianni viene rieletto segretario nazionale del partito dalla neoeletta assemblea nazionale. Durante i lavori del congresso viene avanzata la proposta della costituzione di una giovanile di partito, l'Unione dei Giovani di Sinistra (UGS). Si esprimerà ufficialmente l'assemblea nazionale del partito.
Il 14 febbraio l'assemblea nazionale del partito approva il dispositivo conclusivo del segretario nazionale, Nicola Fratoianni, con il quale si propone ai propri parlamentari di votare contro la fiducia al nascente governo Draghi, collocando il partito all'opposizione in Parlamento; allo stesso tempo, Sinistra Italiana ribadisce "il proprio impegno nel continuare a costruire l'alleanza con PD e Movimento 5 Stelle e con le forze della sinistra, dell'ambientalismo e del civismo, per le prossime elezioni politiche e a partire dalle prossime elezioni amministrative". Nella stessa giornata, però, Loredana De Petris ed Erasmo Palazzotto, unici parlamentari di Sinistra Italiana al di fuori di Fratoianni, annunciano il loro voto di fiducia al governo Draghi in dissenso rispetto alla decisione del loro partito. Il 17 febbraio Palazzotto annuncia l'uscita dal partito.
In seguito alla decisione di collocarsi all'opposizione del governo, tre senatrici ex M5S entrano in Sinistra Italiana: si tratta di Elena Fattori, Paola Nugnes e Virginia La Mura.
Alle elezioni amministrative del 2021 Sinistra Italiana sostiene, nelle 5 grandi città al voto, i candidati del centro-sinistra, ossia Roberto Gualtieri a Roma, Beppe Sala a Milano, Gaetano Manfredi a Napoli, Stefano Lo Russo a Torino e Matteo Lepore a Bologna.
Il 14 dicembre, tramite un articolo di Paolo Cento pubblicato su il manifesto, alcuni iscritti e dirigenti del partito annunciano la loro uscita dal partito. Tra di loro figura la senatrice Loredana De Petris, che alcuni giorni dopo conferma la scelta attraverso un'intervista allo stesso giornale.

### Le elezioni politiche del 2022 con l'Alleanza Verdi e Sinistra
L'8 gennaio 2022 la direzione nazionale del partito si esprime a favore della nascita di un "Patto di consultazione" con Europa Verde. Il patto viene presentato dai leader delle due organizzazioni alcuni giorni dopo.
Durante le elezioni del presidente della Repubblica, il partito candida Luigi Manconi, insieme ai parlamentari di Europa Verde, perché personalità capace di interpretare la Costituzione a favore degli ultimi e in senso ecologista. Dopo la rielezione di Sergio Mattarella, votato all'ottava chiama anche da Sinistra Italiana, per chiare motivazioni di carattere istituzionale, il segretario Nicola Fratoianni chiede di tornare al voto perché la politica si è dimostrata incapace di rispondere alle necessità del Paese.
Durante la crisi Ucraina del 2022, il partito persegue posizioni pacifiste, di apertura alla diplomazia e al disarmo internazionale. Alla Camera dei deputati, Nicola Fratoianni vota contro la proposta del Governo Italiano di inviare armi all'esercito Ucraino, oltre che aiuti umanitari per i civili (poco prima in Aula era stato bocciato un suo emendamento che avrebbe permesso di votare la proposta punto per punto).
Il 3 maggio 2022 la senatrice La Mura entra nel neonato gruppo C.A.L. (Costituzione, Ambiente, Lavoro) - PC - IdV. La senatrice Nugnes, invece, si riavvicina a Rifondazione Comunista: rimane quindi iscritta a SI la senatrice Elena Fattori.
Ad aprile 2022 David Tozzo, membro della segreteria nazionale di Articolo Uno, presenta una mozione congressuale in contrasto con la linea politica di convergenza verso il Partito Democratico. Il successivo 18 maggio con la sua minoranza lascia il partito aderendo a Sinistra Italiana.
In vista delle elezioni politiche anticipate del 25 settembre Sinistra Italiana ed Europa Verde decidono di allearsi, dopo l'esperimento fatto alle amministrative di giugno, e così il 26 luglio, presso la Casa del Cinema a Roma, i co-portavoce dei Verdi Eleonora Evi e Angelo Bonelli e il segretario di SI Nicola Fratoianni, presentano il simbolo della lista rosso-verde Alleanza Verdi e Sinistra. Tale lista di sinistra verde raccoglierà il 3,63% alla Camera con 12 deputati eletti (6 di Europa Verde, 4 di Sinistra Italiana, 1 del Partito Progressista e 1 indipendente) che formano un proprio gruppo parlamentare e il 3,53% al Senato con 4 senatori eletti (2 di SI, 1 di EV e 1 indipendente) che formano una componente nel gruppo misto nella XIX legislatura di cui Giuseppe De Cristofaro diventa presidente.
Alle elezioni regionali in Lombardia del 12-13 febbraio la lista di AVS sostiene Pierfrancesco Majorino e raccoglie il 3,23% eleggendo un consigliere regionale in quota Sinistra Italiana, Onorio Rosati. Nel Lazio invece l'alleanza si spacca, con Europa Verde e Possibile a sostegno del candidato del centro-sinistra Alessio D’Amato, mentre Sinistra Italiana forma una lista a sostegno di Donatella Bianchi, candidata del M5S, eleggendo una consigliera indipendente - benché espressa da SI - con l’1,2%.
L'Alleanza Verdi e Sinistra si ripresenta unita in occasione delle elezioni regionali in Friuli Venezia-Giulia con una eletta di SI (Serena Pellegrino), di quelle in Molise, delle amministrative di maggio e delle elezioni provinciali in Trentino del 2023 con un consigliere eletto per EV.

### 2023-2024: III Congresso "La vita che verrà" e la crescita di AVS
Il terzo congresso del partito si svolge a Perugia dal 24 al 26 novembre con lo slogan "La vita che verrà", la mozione di maggioranza risulta essere Diritti al futuro del Segretario uscente Nicola Fratoianni, che raccoglie oltre il 90% dei consensi; organi votati e deputati a disegnare la nuova fase del partito sono le commissioni verifica poteri, la commissione politica, la commissione elettorale e la commissione dello statuto. Nella neoeletta Assemblea nazionale figurano tra gli altri il già Segretario nazionale di DemA e Vicesindaco di Napoli Enrico Panini e l'ex segreteria nazionale di Articolo Uno e candidato Segretario nazionale di Possibile David Tozzo. L'ex Presidente della Regione Puglia Nichi Vendola è stato eletto per acclamazione presidente del partito.
Alle elezioni regionali del 2024, AVS si ripresenta unita in tutte le elezioni regionali, sempre all'interno di coalizioni di centro-sinistra. Sinistra Italiana elegge due consiglieri in Sardegna a febbraio, due in Piemonte a giugno, e a novembre uno in Umbria e due in Emilia-Romagna. In occasione delle elezioni europee del 2024 Sinistra Italiana, pur rimanendo parte di AVS, sigla un'intesa con gli altri partiti membri e interlocutori di Ora il Popolo, movimento europeo guidato da Podemos e La France Insoumise, per un manifesto comune della sinistra che in seguito al conseguimento del 6,78% e di 6 seggi all'Europarlamento da parte di AVS porta SI a diventare membro di Ora il Popolo per l'Italia. Dei 6 eletti di AVS Ilaria Salis e Mimmo Lucano, indipendenti eletti in quota SI, siederanno nel gruppo The Left. AVS corre unita anche in diversi comuni nelle concomitanti elezioni amministrative.

## Ideologia e posizioni
Il partito sostiene posizioni di sinistra con un'ideologia riconducibile essenzialmente al socialismo democratico, all'ecosocialismo e all'anti-austerità, con particolare attenzione a diritti dei lavoratori, diritti sociali, umani e civili, diritti dell'ambiente, democrazia e welfare.
Secondo il proprio statuto, «Sinistra Italiana è un'associazione che si costituisce per rappresentare il lavoro […] ed è inscindibilmente legata al movimento per la pace e all'antifascismo. Si batte per una società fondata sull'uguaglianza sociale, sul rispetto dell'ambiente. I suoi obiettivi sono l'attuazione piena della Costituzione e uno Stato democratico e sociale di diritto, nella convinzione che la libertà di tutti sia la condizione e non il limite della libertà di ciascuno».

### Lavoro e politiche sociali
Il partito sostiene fortemente la riduzione dell'orario di lavoro a parità di salario, l'introduzione di un salario minimo (di almeno 10 euro l'ora) e l'introduzione di una legge sulla rappresentanza per combattere sfruttamento e promuovere buona occupazione, con l'obiettivo di ricostruire una relazione e una rappresentanza politica del lavoro.
Sostiene un maggiore investimento su sanità pubblica e istruzione pubblica (da asilo nido a università), e condanna la loro forte privatizzazione.
Propone l'istituzione dello psicologo di base gratuito per tutti, servizi di sostegno psicologico nelle scuole, campagne di sensibilizzazione e investimenti strutturali per la tutela della salute mentale, affinché il benessere psicologico sia «un diritto garantito e accessibile a tutti».
Propone inoltre l'aumento di stipendio per gli insegnanti, politiche di contrasto al precariato, asili nido pubblici gratuiti, la diminuzione del numero di studenti per classe, libri di testo gratuiti per scolari, la gratuità dell'università pubblica (con la graduale abolizione delle tasse studentesche e una rimodulazione della tassa regionale al diritto allo studio), il divieto di tirocini non retribuiti, politiche per contrastare l'emigrazione dei giovani all'estero e un maggior investimento sulla ricerca.
Propone l'introduzione di un reddito minimo garantito per contrastare «la povertà, la disperazione sociale e la precarietà» (come il reddito di cittadinanza al quale si ritiene favorevole).
Per ridurre le morti sul luogo di lavoro, propone maggiori ispezioni e controlli, formazioni costanti per la sicurezza al lavoro, contratti che garantiscano stabilità, meno ore di lavoro.
Per contrastare stereotipi di genere, violenza di genere e omotransfobia, propone campagne informative specifiche, l'introduzione nelle scuole di corsi su educazione sessuale e sentimentale ed educazione al rispetto e alle differenze; finanziamenti per un "reddito di libertà", investimenti su associazioni e centri antiviolenza, al fine di «costruire una società libera dal patriarcato e da retaggi religiosi imposti».
È inoltre favorevole ad un congedo parentale obbligatorio ed uguale per entrambi i genitori al fine di garantire maggiore parità di genere nel lavoro.

### Economia e fiscalità
Il partito propone l'introduzione di un'imposta patrimoniale sui grandi patrimoni ("tassa sui ricchi") per redistribuire la ricchezza affinché «chi ha tanto paghi molto e chi ha poco paghi meno». Questo attraverso l'eliminazione dell'IMU e dell'imposta di bollo sostituendoli con un'imposta unica e progressiva sui grandi patrimoni netti per persona fisica, al fine di ricavare decine di miliardi di euro da utilizzare per sanità, istruzione, asili nido gratuiti, pensioni, trasporto pubblico.
Sostiene inoltre l'introduzione di una legge anti-delocalizzazioni, il contrasto ai paradisi fiscali, l'abbassamento del limite-soglia per l'utilizzo del denaro contante e la graduale sostituzione dell'utilizzo del contante con l'utilizzo dei metodi di pagamento elettronico (eliminando le commissioni bancarie) al fine di combattere l'evasione fiscale (recuperando centinaia di miliardi di euro) e le mafie.

### Diritti civili
Il partito è fortemente favorevole alla legalizzazione dell'eutanasia, alla legalizzazione della cannabis (principalmente per combattere la criminalità) ai diritti LGBT, all'introduzione dello ius soli, all'aborto farmacologico in day hospital, alla gestazione per altri (solidale, altruistica e regolamentata) e all'introduzione di codici identificativi sulle divise delle forze dell'ordine per evitare che questi assumano comportamenti illeciti (come abuso di potere) nei confronti dei civili.
Sui diritti LGBT il partito propone: la legalizzazione del matrimonio egualitario e delle adozioni per coppie gay (e per i single), il divieto delle terapie riparative e il divieto degli interventi chirurgici non necessari dal punto di vista medico sui bambini intersessuali, una legge contro l'omotransfobia (e contro l'abilismo).
Il partito si è anche opposto al rendere la GPA un reato universale.

### Ambiente
Il partito sostiene fortemente la giustizia ambientale e ritiene che la transizione ecologica per contrastare il cambiamento climatico debba avvenire attraverso l'adozione a livello internazionale di forme di fiscalità ambientale, la decarbonizzazione dei cicli economici e produttivi, la rimozione degli incentivi diretti e indiretti per l'uso dei combustibili fossili, l'investimento sulle energie rinnovabili e il potenziamento del trasporto pubblico e la sua gratuità agli under 35.

### Immigrazione
Il partito, oltre ad essere favorevole alla concessione della cittadinanza ai figli minorenni di stranieri regolari nati e cresciuti in Italia, ovvero allo ius soli, è favorevole al salvataggio tempestivo in mare dei migranti, alla loro accoglienza e integrazione, alla loro regolarizzazione per il riconoscimento degli "invisibili" e all'istituzione di corridoi umanitari.

### Difesa e politica estera
Il partito sostiene il pacifismo, l'europeismo, una bassa spesa nazionale per la difesa militare, un esercito comune europeo, la diplomazia come strumento per risolvere le controversie tra nazioni e idealmente un disarmo globale.

### Democrazia
Il partito propone il divieto al finanziamento privato nei confronti di partiti e associazioni politiche al fine di evitare che questi diventino «politicamente deboli, ricattabili e permeabili alle richieste del finanziatore ricco di turno». È contro anche al finanziamento dei politici da parte di Stati esteri. Propone inoltre una legge elettorale di tipo proporzionale e il diritto per i cittadini 'fuori sede' di votare nel loro domicilio.

## Struttura

### Organi nazionali

#### Segretario
- Nicola Fratoianni (19 febbraio 2017 – 1º giugno 2019)
  - Claudio Grassi (reggente) (1º giugno 2019 – 2 febbraio 2021)
- Nicola Fratoianni (dal 2 febbraio 2021)

#### Presidente
- Laura Lauri (19 febbraio 2017 – 29 marzo 2019)
- Claudio Grassi (29 marzo 2019 – 3 dicembre 2022)
- Maria Gabriella Branca (3 dicembre 2022 – 26 novembre 2023)
- Nichi Vendola (dal 26 novembre 2023)

#### Coordinatore
- Elisabetta Piccolotti (2 febbraio 2021 – 26 novembre 2023)

#### Portavoce
- Nicola Fratoianni (25 agosto 2020 – 2 febbraio 2021)

#### Tesoriere
- Domenico "Mimmo" Caporusso (1º aprile 2019)

#### Organismi collegiali
Oltre agli organi monocratici, lo statuto del partito prevede i seguenti organismi collegiali:
- Assemblea Nazionale: rappresenta il massimo organismo deliberativo del partito, eletta dal Congresso nazionale;[137]
- Direzione Nazionale: costituisce l'organismo di indirizzo politico e attua le decisioni assunte dall'Assemblea nazionale;[138]
- Segreteria Nazionale: organismo esecutivo, a ciascun componente sono assegnati incarichi specifici di lavoro.

### Esecutivo Nazionale

#### Segreteria nazionale (2024-)
- Segretario nazionale: Nicola Fratoianni
- Responsabile Sanità: Donatella Albini
- Responsabile Comunicazione e Mezzogiorno: Nico Bavaro
- Responsabile Scuola, università e formazione: Giuseppe Bundonno
- Responsabile Infrastrutture e trasporti: Maria Campese
- Responsabile Beni comuni, relazioni e movimenti: Lorenzo Falchi
- Responsabile Diritti e libertà: Marilena Grassadonia
- Responsabile Lavoro: Federico Martelloni
- Responsabile Politiche economiche e coordinamento: Giovanni Paglia
- Responsabile Enti locali: Enrico Panini
- Responsabile Conversione ecologica e attività produttive: Alice Ravinale (fino al 2024)
- Responsabile Organizzazione: Francesca Ruocco

#### Ulteriori deleghe (2025-)
- Responsabile Politiche ambientali e di conversione ecologica: Luca Basile
- Responsabile Politiche dell’abitare e rapporti con movimenti sociali: Luca Blasi
- Responsabile Cinema e spettacolo dal vivo: Eleonora De Majo
- Responsabile Sostanze, dipendenze, politiche alternative: Daniele Farina
- Responsabile Esteri: Giorgio Marasà (dal 2024)
- Responsabile Formazione e politiche culturali: Christian Raimo
- Responsabile Politiche della memoria: David Tozzo
- Responsabile Informazione e culture digitali: Vincenzo Vita
- Responsabile Sport: Pierluigi Vossi

### Presidenti dei gruppi parlamentari

#### Camera dei deputati
- 19 febbraio 2017 – 22 marzo 2018: Giulio Marcon, vice: Serena Pellegrino
- 23 marzo 2018 – 12 ottobre 2022: Nicola Fratoianni[139]
- 27 ottobre 2022 – in carica: Marco Grimaldi[140]

#### Senato della Repubblica
- 19 febbraio 2017 – 14 dicembre 2021: Loredana De Petris[141]
- 18 ottobre 2022 – in carica: Giuseppe De Cristofaro[141]

#### Parlamento europeo
- 19 febbraio 2017 – 1º luglio 2019: Curzio Maltese[139]

### Segretari/Coordinatori regionali
- Piemonte: Marco Grimaldi (2017-2021)[142]; Fiammetta Rosso (2021-)[143]
- Valle d'Aosta:
- Lombardia: Paolo Matteucci
- Veneto: Marco De Pasquale
- Trentino: Renata Attolini
- Alto Adige: Luca Di Biasio
- Friuli-Venezia Giulia: Sebastiano Badin
- Liguria: Carla Nattero
- Emilia-Romagna: Michele Bonforte (2021-2023); Fortunato Stramandinoli (2024-)
- Toscana: Alessia Petraglia (2021-2022)[144][145]; Dario Danti (2023-)
- Umbria: Elisabetta Piccolotti (2017); Fabio Barcaioli (2024-)[146]
- Marche: Giorgio Santarelli
- Lazio: Massimo Cervellini (2021-2024)[147]; Danilo Cosentino (2024-)
- Abruzzo: Daniele Licheri
- Molise: Vincenzo Notarangelo
- Campania: Tonino Scala
- Basilicata: Gianni Rondinone (2017-)
- Puglia: Nico Bavaro (2021-2024); Cosimo Damiano Di Lernia (2024-)
- Calabria: Angelo Broccolo (2017-2023); Fernando Pignataro (2024-)
- Sicilia: Manuela Parrocchia (2021-2023); Pierpaolo Montalto (2024-)
- Sardegna: Salvatore Multinu (2021-2023)[148], Christian Locci (2023-)

### Organizzazione giovanile
L'Unione dei Giovani di Sinistra (UGS) è l'organizzazione giovanile di orientamento socialista democratico di Sinistra Italiana. Nata nel luglio 2020 come gruppo autonomo sul piano organizzativo, de facto costituisce l'organizzazione giovanile del partito, raggruppandone gli iscritti aventi dai 14 ai 29 anni di età. A livello organizzativo ha dei coordinatori regionali e un segretario nazionale. A gennaio 2021 risulta avere circa 150 iscritti in tutta Italia. Dal 1° all'8 agosto 2021 UGS ha svolto il suo primo campeggio nazionale, denominato "Left Camp", a Montalto di Castro.

## Nelle istituzioni

### Camera dei deputati
Nel gruppo Sinistra Italiana – Sinistra Ecologia Libertà – Possibile (fanno parte del medesimo gruppo anche 4 deputati di Possibile)
| XVII legislatura |
| ---------------- |
| 13 deputati      |

- Giorgio Airaudo
- Celeste Costantino
- Daniele Farina
- Stefano Fassina
- Nicola Fratoianni
- Giancarlo Giordano
- Monica Gregori (segretario)
- Giulio Marcon (presidente)
- Giovanni Paglia
- Erasmo Palazzotto
- Annalisa Pannarale
- Serena Pellegrino (vicepresidente)
- Antonio Placido

Nel gruppo parlamentare Liberi e Uguali - Articolo Uno - Sinistra Italiana
| XVIII legislatura |
| ----------------- |
| 1 deputati        |

- Nicola Fratoianni

Nel gruppo Alleanza Verdi e Sinistra
| XIX legislatura |
| --------------- |
| 4 deputati      |

- Nicola Fratoianni
- Marco Grimaldi
- Elisabetta Piccolotti
- Francesco Mari

### Senato della Repubblica
Nella componente Sinistra Italiana – Sinistra Ecologia Libertà del Gruppo misto
| XVII legislatura |
| ---------------- |
| 7 senatori       |

- Giovanni Barozzino
- Fabrizio Bocchino
- Massimo Cervellini (segretario del Gruppo misto)
- Giuseppe De Cristofaro
- Loredana De Petris (presidente del Gruppo misto)
- Corradino Mineo
- Alessia Petraglia

Nella componente Non Iscritti del Gruppo misto
| XVIII legislatura |
| ----------------- |
| 1 senatore        |

- Elena Fattori

Nella componente Alleanza Verdi Sinistra del Gruppo misto
| XIX legislatura |
| --------------- |
| 2 senatori      |

- Giuseppe De Cristofaro (presidente del Gruppo misto)
- Tino Magni

### Parlamento europeo
Nei gruppi Alleanza Progressista dei Socialisti e dei Democratici (S&D) e Sinistra Unitaria Europea/Sinistra Verde Nordica (GUE/NGL)
| VIII legislatura   |
| ------------------ |
| 2 europarlamentari |

- Curzio Maltese (nel gruppo parlamentare GUE/NGL)
- Sergio Cofferati (nel gruppo parlamentare S&D)

Nel gruppo Sinistra Unitaria Europea/Sinistra Verde Nordica (GUE/NGL)
| X legislatura      |
| ------------------ |
| 2 europarlamentari |

- Ilaria Salis (Indipendente in quota SI)
- Mimmo Lucano (Indipendente in quota SI)

### Governi
- Governo Conte II
  - Giuseppe De Cristofaro, sottosegretario di stato al ministero dell'istruzione, dell'università e della ricerca (16 settembre 2019 – 9 gennaio 2020)
  - Giuseppe De Cristofaro, sottosegretario di stato al ministero dell'istruzione (10 gennaio 2020 – 9 agosto 2020)
  - Giuseppe De Cristofaro, sottosegretario di stato al ministero dell'università e della ricerca (9 agosto 2020 – 13 febbraio 2021)

## Congressi nazionali
- I congresso fondativo - Rimini, 17-19 febbraio 2017
- II congresso - Un mondo giusto ha un cuore rosso e verde - Zoom, 30 gennaio-2 febbraio 2021 (online causa coronavirus)
- III congresso - La vita che verrà - Perugia, 24-26 novembre 2023

## Conferenze nazionali
- Cosmopolitica: Roma, 19-20-21 febbraio 2016
- Un mondo giusto ha un cuore rosso e verde: Roma, 15 febbraio 2020
- Il futuro insieme - per una rinascita eco-solidale dell'Italia: Zoom, 24 luglio 2020
- Equologica: Zoom, 12 dicembre 2020
- Pensiero stupendo. Sapere è democrazia: Pisa, 7-8 maggio 2022

## Assemblee unitarie
- Una Nuova Proposta: lancio lista Liberi e Uguali (con Articolo Uno e Possibile) per le elezioni politiche 2018: Roma, 3 dicembre 2017
- Noi Con Te - contro il liberismo, contro il razzismo: lancio lista La Sinistra (con Rifondazione Comunista) per le elezioni europee 2019: Roma, 14 aprile 2019
- Nuove Energie: lancio lista Alleanza Verdi e Sinistra (con Europa Verde) per le elezioni politiche 2022: Roma, 2 luglio 2022
- Un Clima Migliore in Europa: lancio lista Alleanza Verdi e Sinistra (con Europa Verde) per le elezioni europee 2024: Roma, 5 novembre 2023

## Feste nazionali
- Sprint - nuove energie per la sinistra italiana: Pescara, 1-4 settembre 2016
- Riscatto - Festival del sud: Barletta, 7-10 settembre 2017
- Eguaglianza - Festival dei come e dei perché: Reggio Emilia, 20-24 settembre 2017
- ProXima - Festival del 99%: Torino, 26 settembre-1 ottobre 2017
- ProXima: Torino, 11-16 settembre 2018
- Uscirne Insieme: Reggio Emilia, 8-11 ottobre 2020
- ProXima: Milano, 8-12 settembre 2021
- ProXima: Sesto Fiorentino, Salerno, Perugia e Barletta, 13-17 settembre 2023
- ProXima: Torino, Milano e Barletta, 18-22 settembre 2024

## Iscritti
- 2017: 19.346[154]
- 2022: 4.573[155]
- 2023: 5.336[9]

## Simbologia

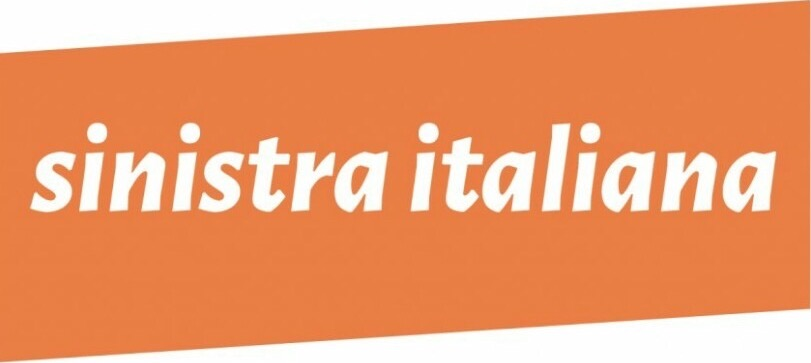
2015–2016
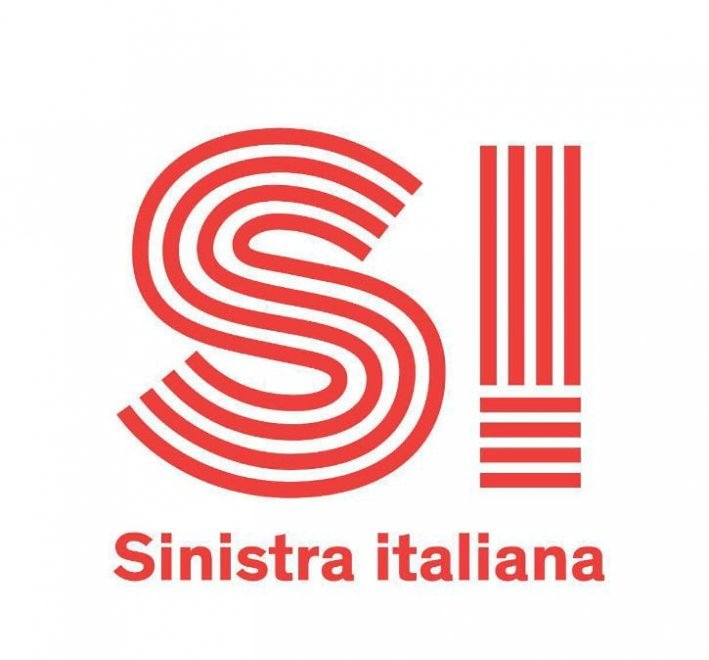
2016
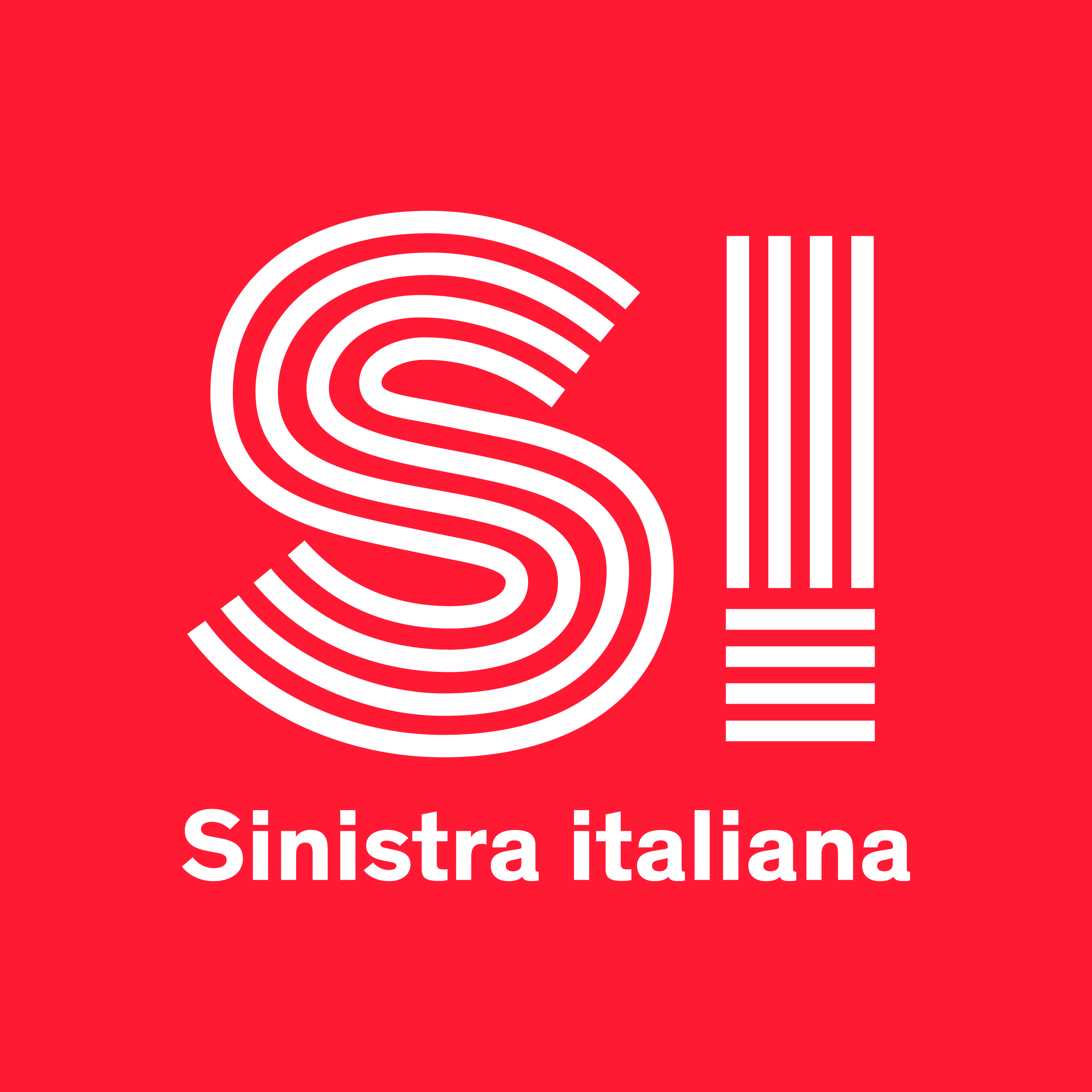
2016–2017
2017–

## Risultati elettorali
| Elezione       | Elezione     | Voti                         | %                            | Seggi   |
| -------------- | ------------ | ---------------------------- | ---------------------------- | ------- |
| Politiche 2018 | Camera       | In Liberi e Uguali           | In Liberi e Uguali           | 3 / 630 |
| Politiche 2018 | Senato       | In Liberi e Uguali           | In Liberi e Uguali           | 1 / 315 |
| Europee 2019   | Europee 2019 | In La Sinistra               | In La Sinistra               | 0 / 73  |
| Politiche 2022 | Camera       | In Alleanza Verdi e Sinistra | In Alleanza Verdi e Sinistra | 4 / 400 |
| Politiche 2022 | Senato       | In Alleanza Verdi e Sinistra | In Alleanza Verdi e Sinistra | 2 / 200 |
| Europee 2024   | Europee 2024 | In Alleanza Verdi e Sinistra | In Alleanza Verdi e Sinistra | 2 / 76  |